# Wrangell
La ciudad y borough de Wrangell (en inglés: City and Borough of Wrangell), fundada en 1834 e incorporada como ciudad y borough el 1 de junio de 2008, es uno de los 19 boroughs del estado estadounidense de Alaska. En el año 2000, el borough tenía una población de 2308 habitantes y una densidad poblacional de 20 persona por km². Por ser ciudad y borough consolidada, no posee sede de borough.

## Geografía
Según la Oficina del Censo, el condado tiene un área total de 183 km² (70,7 mi²), de la cual 117 km² (45,2 mi²) es tierra y 66 km² (25,5 mi²) (?%) es agua.

## Demografía
Según el censo de 2000, había 2,308 personas, 907 hogares y 623 familias residiendo en la localidad. La densidad de población era de 20 hab./km². Había 1,092 viviendas con una densidad media de 96 viviendas/km². El 1696 de los habitantes eran blancos, 3 afroamericanos, 358 amerindios, 15 asiáticos, 3 isleños del Pacífico, 8 de otras razas y el 9.75% pertenecía a dos o más razas. 23 personas de la población eran hispanos o latinos de cualquier raza.